# 神州數字
神州數字銷售技術有限公司，簡稱神州數字銷售技術，以及神州數字（英語：China Binary Sale Technology Limited，港交所：8255），在2004年，由魏中華（董事長）、孫江濤（首席執行官）和其母親、王成臣、崔青慧等人，於北京（總部）成立「北京時代育才信息科技有限公司」（北京錢袋網）。
業務在中國大陸經營網絡遊戲充值服務，以及手機號碼充值繳費服務。
股份在2013年12月4日於港交所創業板上市。配售價格為0.4至0.6港元之間，配售股份為1.2億股，集資額為7200萬港元。
2018年6月底微軟和神州數字、熱酷策略結盟，開拓金融科技市場神州數字的MasterDAX將使用Microsoft Azure作為其分布式账本技术雲端平臺。

## 連結
- shenzhoufu.hk （页面存档备份，存于）
- qiandai.com.cn